# Reserva natural nacional del lago Shengjin
La Reserva natural nacional del lago Shengjin (SJLNNR) es un área protegida situada en la orilla sur del curso medio-bajo del río Yangtsé, en la ciudad-prefectura de Chizhou, en la provincia de Anhui, en el este de China. Administrativamente, está en la unión del condado de Dongzhi y el distrito de Guichi, frente al distrito de Anqing, al otro lado del Yangtsé, y cubre una superficie de 333,4 km2.

## Características
La reserva, sitio Ramsar número 2248 (0°22′N 117°05′E), creado en 2015, está dominada por lagos y pantanos de agua dulce de buena calidad. Juega un papel importante en la regulación de las crecidas del río Yangtsé y contribuye a la limpieza de las aguas y la regulación del clima. También es un área de descanso importante en las migraciones de aves de la ruta Australia-Este de Asia. Se han registrado unas 175 especies, incluidas el porrón de Baer, la grulla siberiana y la cigüeña oriental, amenazadas. El lago Shengjin es conocido como el lago de la grulla china y es la mayor zona de invernada de la grulla monje, que puede llegar a 500 ejemplares.
Para una mejor conservación, la reserva se ha dividido en tres zonas: una central, de 101,5 km2; una de amortiguación o colchón, de 103 km2, donde solo se permiten actividades científica, y una experimental de 128,9 km2. El núcleo está cubierto casi por entero por el lago y está bajo estricta protección. Toda actividad humana está prohibida. En el resto de la reserva hay 49 localidades repartidas en seis poblaciones: (Shenli, Dongliu, Zhangxi, Dadukou, Niutoushan y Tangtian), con una población aproximada de 64.200 habitantes.